# Рада Тодорова
Рада Тодорова, по мъж Ноева, е български политик от БКП, член на Първи състав на Народния съд, заслужил деятел на Отечествения фронт (1982).

## Биография
Родена е на 22 август 1902 г. в пловдивското село Каравелово. От 1920 г. членува в Комсомола, а от 1922 в БКП. Завършва гимназия в Карлово и става учителкан в родното си село. Сътрудничи на Областния комитет на Военната организация на БКП. През 1925 г. е арестувана и осъдена на 12 години затвор. Освободена е през 1932 г. и става член на Окръжния комитет на БКП в Пловдив. Член е на нелегалния ЦК на БКП (1936 – 1937). През 1941 г. е интернирана в лагера „Св. Никола“. Бяга от лагера и става организационен секретар на БКП в Пловдив. През 1942 г. организацията е разкрита и Рада Тодорова е арестувана и осъдена на доживотен затвор.
През 1944 – 1945 г. е член на Първи състав на Народния съд, който съди бившите регенти, дворцови съветници и министри от периода 1940 – 1944 г.
След 9 септември 1944 г. влиза в НС на ОФ. Била е председател на Комитета на българските жени. В периода 1947 – 1987 г. е член на Международната федерация на жените. Между 1947 и 1950 г. е заместник-министър на труда и социалните грижи. В периода 1954 – 1990 г. е член на ЦК на БКП. Между 1958 и 1971 г. е член на Президиума на Народното събрание на Народна република България. Била е член на Националния комитет за защита на мира. Редактор е на сп. „Жената днес“. Награждавана е със званието „Герой на социалистическия труд“ (Указ № 537 от 8 септември 1964) и четири ордена „Георги Димитров“ (1959, 1962, 1964). Отделно е обявена за Герой на Народна република България през 1982 г. Умира през 1987 г. Омъжена за Йордан Ноев (1898 – 1944).